# Historisk poetik
Historisk poetik er en analytisk tilgang inden for filmvidenskaben, som David Bordwell lancerede i sin bog Making Meaning fra 1989. Ifølge tv-serieforskeren Michael Z. Newman er poetik i denne forstand en tilgang, der studerer selve teksten og således ikke forholder sig til tekstens ophav, modtagelse eller kulturelle betydning. En poetologisk analyse kan derfor ses som et logisk første skridt (dog ikke udtrykkeligt et sidste skridt) for at forstå, hvordan en film eller tv-serie fungerer. En historisk poetik undersøger altså, hvordan film er fortalt.

## Oversigt
Bordwell er grundlæggende imod ”teori-drevne” analytiske tilgange til film. Hans udformning af den historiske poetik skal forstås i denne sammenhæng. Bordwell argumenterer for, at undersøgelser af hvordan tekster fungerer falder inden for kategorien ”poetik.” Henry Jenkins nuancerer debatten ved at skelne mellem deskriptiv poetik og normativ poetik. Den første kategori, som er den, som Bordwell er fortaler for, undersøger hvordan film kunstværker fungerer som film. Normativ poetik beskæftiger sig derimod med evalueringer, af hvad der bør anses for at være god (film)kunst. Det kan fx være diskussioner om brugen af voice over i film. Som nævnt er Bordwell fortaler for den mere deskriptive undersøgelse, hvorimod Lars von Trier og Thomas Vinterbergs Dogme 95-manifest er en normativ poetik. Det er et kunstnerisk hensigtserklæring og ikke en systematisk udforskning af film.
Bordwells undersøgelse af de stilistiske ændringer i Hollywood-film har påvist fire specifikke ændringer: (1) hurtigere klipning i film, hvilket vil sige, at den gennemsnitlige indstilling varer kortere tid i dag end tidligere i filmhistorien.  (2) En mere udbredt brug af meget korte eller meget lange linser. (3) Et større forbrug af close-up indstillinger samt (4) mere kamerabevægelse.
Historisk poetik og neoformalisme er en del af den tilgang i filmvidenskab, der kalder sig selv ”postteoretisk.” Bordwell har gentagne gange argumenteret for, at nogle tilgange – dem med udgangspunkt i meget abstrakt "Teori" - ikke studerer film som sådan, men i stedet bruger film til at bekræfte visse teoretiske pointer. Han og Noël Carroll skriver om såkaldt "S.L.A.B.” teori, der henviser til teoretikerne Saussure, Lacan, Althusser og Barthes. Historisk poetik anses for at være relateret til kognitiv filmteori.